# ディストリア・クラスニキ
- ディストリア・クラスニチ

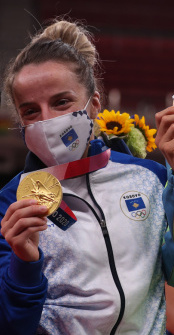
2020年東京オリンピックの金メダルを見せるクラスニキ

ディストリア・クラスニキ（アルバニア語: Distria Krasniqi、1995年12月10日- ）はコソボ出身の柔道選手。階級は48kg級。身長155cm。ディストリア・クラスニチとも表記される。

## 人物
コソボ西部のペーヤ生まれ。柔道は7歳の時にドリトン・クカの下で始めた。2012年からU23ヨーロッパ選手権52kg級で2年連続3位となった。2013年のヨーロッパジュニアでは3位だった。2014年には階級を48kg級に下げると、ヨーロッパオープン・ソフィアでシニアの国際大会初優勝を飾った。グランプリ・デュッセルドルフでは3位になった。その後、再び階級を52kg級に上げると、2015年3月のグランプリ・トビリシでIJFワールド柔道ツアー初優勝を飾った。5月のグランドスラム・バクーでも3位になった。但し、コソボの52kg級は普段トレーニングパートナーを務めている世界選手権を2連覇したマイリンダ・ケルメンディがすでにオリンピック代表に内定しているため、この階級でのリオデジャネイロオリンピック代表は逃した。10月のヨーロッパオープン・リスボンでは決勝で同じコソボのケルメンディに指導3で敗れて2位だった。続くグランドスラム・パリでは5位だった。3週連続の出場となった世界ジュニアでは、コソボ代表選手として初めての優勝を飾った(2009年の世界ジュニアでは同じ52kg級でケルメンディが優勝したものの、当時はコソボ代表としての出場は認められず、IJFの名の下で大会に出場していた)。2016年のグランプリ・ブダペストでは決勝でケルメンディに指導3で敗れた。2017年にはグランドスラム・パリで3位になった。2018年にはグランプリ・アンタルヤで2連覇を飾ると、ヨーロッパ選手権でも2位になった。また、地中海競技大会でも優勝した。その後、階級を48㎏級に再び戻すと、グランプリ・ザグレブでは2回戦でウクライナのダリア・ビロディドに大内刈で敗れるも、グランプリ・ブダペストでは準決勝で遠藤宏美に背負投で敗れるが3位になった。世界選手権では2回戦でウクライナのダリア・ビロディドに技ありで敗れた。ワールドマスターズでは決勝で元世界チャンピオンの近藤亜美を開始早々の大外刈で破って優勝した。2019年のグランドスラム・パリでは決勝で近藤に小内刈で敗れた。 グランプリ・ブダペストでは決勝で渡名喜風南の合技で敗れた。東京で開催された世界選手権では準決勝で渡名喜に袖釣込腰で敗れて3位だった。ワールドマスターズでは2連覇を果たした。2020年のグランドスラム・パリでは52㎏級に出場すると、準々決勝で元世界チャンピオンの志々目愛、準決勝でロンドンオリンピック48㎏級金メダリストのサラ・メネゼス、決勝ではリオデジャネイロオリンピック銀メダリストのオデッテ・ジュフリーダをそれぞれ破って優勝を飾った。10月のグランドスラム・ブダペストでは元の階級に戻ると、決勝でパウラ・パレトを技ありで破って優勝した。2021年1月のワールドマスターズでは決勝で前戦でビロディドを破った渡名喜を合技で破って、今大会3連覇を果たした。4月のヨーロッパ選手権では優勝した。世界選手権では準決勝で角田夏実の合技で敗れると、3位決定戦でもムンフバット・ウランツェツェグにも反則負けして5位だった。7月に日本武道館で開催された東京オリンピックでは準決勝で世界選手権で敗れたムンフバットを技ありで破ると、決勝でも渡名喜を技ありで破って、ケルメンディに続いてコソボで2人目となるオリンピック金メダリストとなった。11月のグランドスラム・バクーでは52㎏級に出場するも、準々決勝でハンガリーのプップ・リーカに敗れるなどして5位だった。12月にはIJFの年間表彰となるJudo Awardsで、最優秀女子選手に選ばれた。2022年のグランドスラム・トビリシと地中海競技大会では優勝したが、グランプリ・ザグレブでは決勝でオリンピックチャンピオンの阿部詩に合技で敗れて2位だった。世界選手権では準決勝でイギリスのチェルシー・ジャイルズに技ありで敗れて3位だった。ワールドマスターズでは決勝でジャイルズを技ありで破って優勝した。2023年の世界選手権では準決勝でオリンピックチャンピオンの阿部詩に合技で敗れるなどして5位だった。ワールドマスターズは2位になった。地元コソボのプリシュティナで開催されたヨーロッパオープン選手権57㎏級で3位となり、賞金2万ユーロが授与された。2024年のグランドスラム・パリでは決勝でジャイルズを技ありで破って、今大会2連覇した。ヨーロッパ選手権でも優勝した。パリオリンピックでは決勝まで進むも、ウズベキスタンのディヨラ・ケルディヨロワに技ありで敗れて女子柔道初のオリンピック2階級制覇はならなかったが、銀メダルを獲得した。2025年の世界柔道選手権大会では決勝で阿部詩に背負投で敗れて2位だった。
IJF世界ランキングは1位(25/6/2現在)。

## 主な戦績
52kg級での戦績
- 2012年 - U23ヨーロッパ選手権　3位
- 2013年 - グランプリ・リエカ　7位
- 2013年 - ヨーロッパジュニア　3位
- 2013年 - 世界ジュニア　7位
- 2013年 - U23ヨーロッパ選手権　3位

48kg級での戦績
- 2014年 - ヨーロッパオープン・ソフィア　優勝
- 2014年 - グランドスラム・パリ　5位
- 2014年 - グランプリ・デュッセルドルフ　3位

52kg級での戦績
- 2015年 - グランプリ・トビリシ　優勝
- 2015年 - グランプリ・ザグレブ　3位
- 2015年 - グランドスラム・バクー　3位
- 2015年 - ヨーロッパジュニア　3位
- 2015年 - ヨーロッパオープン・リスボン　2位
- 2015年 - グランドスラム・パリ　5位
- 2015年 -　世界ジュニア　優勝
- 2016年 - グランプリ・サムスン　3位
- 2016年 - グランプリ・ブダペスト　2位
- 2016年 - グランプリ・ザグレブ　2位
- 2017年 - ヨーロッパオープン・ソフィア　3位
- 2017年 -　グランドスラム・パリ　3位
- 2017年 -　グランプリ・アンタルヤ　優勝
- 2017年 - グランプリ・ハーグ 優勝
- 2017年 -　ワールドマスターズ　5位
- 2018年 -　グランプリ・チュニス　2位
- 2018年 -　グランドスラム・パリ　3位
- 2018年 -　グランプリ・アンタルヤ　優勝
- 2018年 - ヨーロッパ選手権　2位
- 2018年 - 地中海競技大会　優勝

48㎏級での戦績
- 2018年 -　グランプリ・ブダペスト　3位
- 2018年 -　グランドスラム・アブダビ　2位
- 2018年 - グランプリ・タシュケント　優勝
- 2018年 -　グランプリ・ハーグ　3位
- 2018年 -　ワールドマスターズ　優勝
- 2019年 - グランドスラム・パリ　2位
- 2019年 -　グランプリ・アンタルヤ　優勝
- 2019年 - グランプリ・ブダペスト　2位
- 2019年 - 世界選手権　3位
- 2019年 -　ワールドマスターズ　優勝
- 2020年 -　グランドスラム・パリ　優勝(52㎏級)
- 2020年 -　グランドスラム・ブダペスト　優勝
- 2020年 - ヨーロッパ選手権　3位
- 2021年 -　ワールドマスターズ　優勝
- 2021年 -　ヨーロッパ選手権　優勝
- 2021年 -　世界選手権　5位
- 2021年 -　東京オリンピック　優勝

52kg級での戦績
- 2021年 -　グランドスラム・バクー　5位
- 2022年 -　グランプリ・アルマダ 優勝
- 2022年 - グランドスラム・パリ 2位
- 2022年 -　ヨーロッパ選手権　3位
- 2022年 -　グランドスラム・トビリシ 優勝
- 2022年 -　地中海競技大会　優勝
- 2022年 -　グランプリ・ザグレブ　2位
- 2022年 -　世界選手権　3位
- 2022年 -　ワールドマスターズ 優勝
- 2023年 -　グランドスラム・パリ　優勝
- 2023年 -　グランドスラム・トビリシ　優勝
- 2023年 -　世界選手権　5位
- 2023年 -　ワールドマスターズ　2位
- 2023年 -　グランドスラム・バクー　2位
- 2023年 -　ヨーロッパオープン選手権 3位(57㎏級)
- 2024年 -　グランドスラム・パリ　優勝
- 2024年 -　グランドスラム・トビリシ　3位
- 2024年 -　ヨーロッパ選手権　優勝
- 2024年 - パリオリンピック　2位
- 2025年 - グランドスラム・パリ　3位
- 2025年 - グランプリ・リンツ　2位
- 2025年 -　ヨーロッパ選手権　優勝
- 2025年 - 世界選手権　2位

(出典、JudoInside.com)